# ベニガオザル
ベニガオザル (紅顔猿、学名：Macaca arctoides) は、哺乳綱霊長目オナガザル科マカク属に分類される霊長類。

## 分布
インド北東部、カンボジア、タイ王国中部・西部・南部、中華人民共和国南西部、ベトナム、マレーシア（マレー半島北西部）、ミャンマー北部、ラオス。バングラデシュでは絶滅したと考えられている。香港に移入。

## 形態
頭胴長（体長）オス51.7 - 65センチメートル、メス48.5 - 58.5センチメートル。尾長オス0.3 - 1.3センチメートル、メス1.5 - 6.9センチメートル。体重オス9.9 - 10.2キログラム、メス7.5 - 9.1キログラム。暗褐色の体毛で被われる。顔は赤い皮膚が裸出し、加齢に伴い黒い斑点が増加して顔が黒一色になる個体もいる。尻も赤い皮膚が裸出する。
幼獣は白い体毛で被われる。陰茎や、膣の深さが長い。

## 分類
種小名arctoidesはラテン語で「クマのような」の意。かつては種名がMacaca speciosaとされていたが、これは本来ニホンザルを指す学名とされ現在ではいずれの種にも用いられなくなっている。
生殖器の形態からマカク属内では本種のみで構成されるarctoides種群として区別されるが、分子系統解析の結果からsinica種群に含めることもある。Y染色体とミトコンドリアDNAの解析からsinica種群とfascicularis種群の雑種に由来する系統であることが示唆されており、sinica種群から分岐後にアカゲザルの祖先種からの遺伝子流動が起きたと考えられている。

## 生態
熱帯域にある常緑樹林や落葉樹林に生息する。20 - 30頭からなる群れを形成して生活する。
植物の葉、果実、タケノコ、昆虫、鳥類の卵などを食べる。
繁殖様式は胎生。幼獣の時から排卵していない個体や、同性間に対しても頻繁に性交渉を行う。群れの競合個体が多い場合、複数オスが連合を形成して協力してメスを占有する行動をとる。オスにとって連合による繁殖は、単独での競争よりも交尾機会が増えることから戦略上有利になると考えられている。1回に1頭の幼獣を産む。
天敵としてヒョウ、ウンピョウがいる。

### 死生観
2023年1月、タイで、野生の3匹(いずれも社会的順位の低いオス)が、死んだ大人のメスと交尾し始める様子を4例記録された。このことを2024年5月に発表した京都大学の研究チームは、少なくともベニガオザルが死んでいる状況を理解することが難しいのではないか、と述べている。

## 人間との関係
生息地では食用とされたり、伝統的に薬用になると信じられている事もある。
コメやサツマイモ・ジャガイモなどの農作物を食害することもある。
木材採取や薪採取のための森林伐採・道路建設やダム建設・農地開発やプランテーションへの転換などによる生息地の破壊および土壌流出、食用や薬用の乱獲やペット用・スポーツハンティングなどにより生息数は減少している。1977年に霊長目単位で、ワシントン条約附属書IIに掲載されている。
日本では2021年の時点でマカカ属（マカク属）単位で特定動物に指定され、2019年6月には愛玩目的での飼育が禁止された（2020年6月に施行）。